# Aghstafa (Fluss)
Die Aghstafa (auch Ağstafa oder Aghstew; armenisch Աղստև; aserbaidschanisch Ağstafaçay) ist ein rechter Nebenfluss der Kura in Armenien und Aserbaidschan.
Die Aghstafa entspringt im Pambak-Gebirge in Armenien. Sie fließt anfangs in östlicher Richtung. Dabei fließt sie an der Stadt Dilidschan vorbei. Später wendet sie sich nach Nordnordost, passiert die Stadt Idschewan und überquert die Grenze nach Aserbaidschan. Dort durchfließt sie die Stadt Qazax und mündet schließlich in die Kura. Oberhalb von Qazax wird der Fluss aufgestaut. Ein Teil des Flusswassers wird zu Bewässerungszwecken abgeleitet.
Die Aghstafa hat eine Länge von 121 km. Sie entwässert ein Areal von 2500 km². Der mittlere Abfluss beträgt 8,22 m³/s.